# Lazzaro Spallanzani

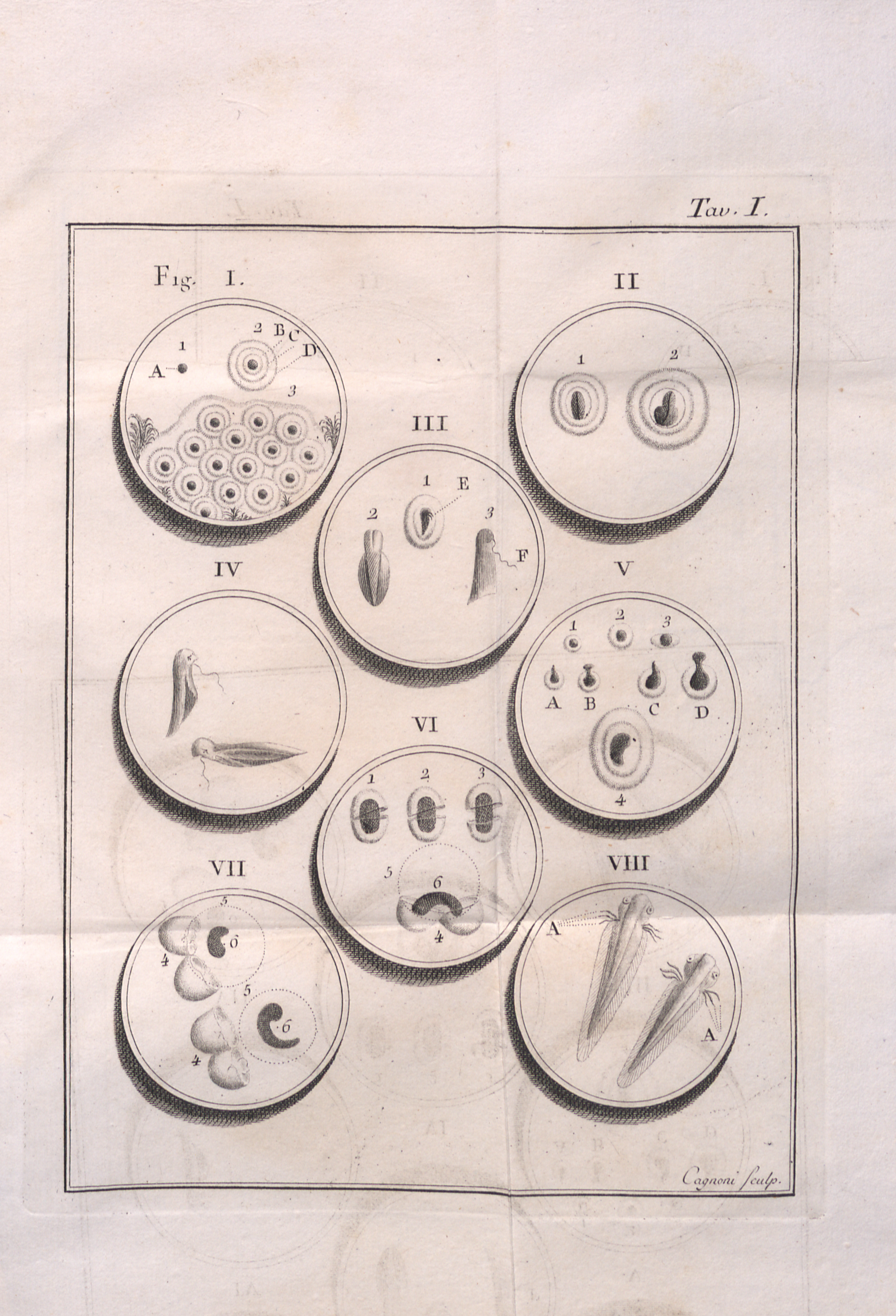
Dissertazioni di fisica animale e vegetabile, 1780

Lazzaro Spallanzani (ur. 12 stycznia 1729 w Modenie, zm. 11 lutego 1799 w Pawii) – włoski przyrodnik, profesor uniwersytetów w Reggio, Modenie i Pawii.

## Życiorys
Urodzony 10 stycznia 1729 r. w Modenie jako syn prawnika Gianniccolò i Lucii Zigliani. Uczęszczał do kolegium jezuickiego w Reggio, gdzie odebrał wykształcenie klasyczne i filozoficzne. W 1757 r. został wyświęcony na księdza, ale odmówił wstąpienia do zakonu i wyjechał do Bolonii, gdzie podjął studia prawnicze. Pod wpływem krewnej, Laury Bassi, która była profesorem fizyki i matematyki, zainteresował się naukami przyrodniczymi. W 1754 r. został profesorem logiki, metafizyki i greki w kolegium w Reggio (w 1760 r. opublikował artykuł krytykujący nowy przekład Iliady), a sześć lat później profesorem fizyki na Uniwersytecie Modeny. Spallanzani jest autorem prac z dziedziny chemii, fizyki, biologii i meteorologii.
W 1767 r. opublikował artykuł będący podsumowaniem jego badań mikroskopowych. Potwierdził w nich tezy Antonie’a van Leeuwenhoeka dotyczące mikroorganizmów, wykazując, że są to żywe organizmy, a nie cząsteczki dające organizmom siłę życiową. Tym samym obalił teorię samorództwa; udowodnił, że w pożywkach długo gotowanych i dobrze wyizolowanych nie mogą występować drobnoustroje. Wchodził w polemikę z Johnem Needhamem.
Badając na prośbę Charlesa Bonneta udział samca w procesie zapłodnienia, przeprowadził doświadczenia dowodzące, że do stworzenia nowego osobnika potrzeba gamet pochodzenia męskiego i żeńskiego i potwierdził tym samym konieczność udziału spermy w zapłodnieniu. W tym celu Spallanzani stworzył dla samców badanych żab rodzaj majtek, które uniemożliwiały przekazanie samicy spermy z nasieniem. Spallanzani również jako pierwszy udowodnił rolę plemników, wykazując na płazach, że skuteczność zapłodnienia spada w miarę ich stopniowego odfiltrowywania ze spermy. Ponadto badając płodność jako pierwszy dokonał skutecznego sztucznego zapłodnienia u ryb, płazów i ssaków (w tym psa). On również zauważył w 1776 r., że schłodzenie spermy zmniejsza ruchliwość plemników. Spallanzani uznawał teorię preformacji, przez co nie udało mu się poprawnie zinterpretować własnych odkryć.
Spallanzani wykrył, że nietoperze doskonale poruszają się i łowią zdobycz w ciemnościach (mechanizm ich orientacji nadal pozostawał zagadką) także wtedy, gdy ich oczy zostaną zakryte lub usunięte (1793 r.). W serii eksperymentów uniemożliwiał nietoperzom korzystanie z kolejnych zmysłów i obserwował ich zachowanie pośród porozciąganych nici, jednak ostatecznie to Louis Jurine z Genewy ustalił jako pierwszy, że nietoperze kierują się słuchem, a Spallanzani tylko potwierdził jego rezultaty.
Prowadził badania nad zdolnością regeneracji u płazów, a także dokonał udanego przeszczepu głowy ślimaka innemu ślimakowi. W 1773 r. prowadził badania nad krążeniem krwi w płucach i innych narządach, w trakcie których zajął się trawieniem, wykazując trawiące działanie soku żołądkowego i zależność jego składu od spożytego pokarmu. Spallanzani badał krążenie krwi, interesował się mikroorganizmami (odkrył zdolność części z nich do życia w warunkach beztlenowych) oraz opisał naukowo m.in. niesporczaki (Tardigrada).
Ponadto badał czynne wulkany, w tym Etnę i Stromboli, mierząc wypływ lawy i jej temperaturę oraz zbierając próbki skał wulkanicznych. W Modenie prowadził muzeum historii naturalnej, do którego przywoził okazy z licznych wypraw.
Kolejne badania podnosiły jego renomę jako naukowca, co skutkowało zaproszeniami do kolejnych towarzystw naukowych. Był członkiem Royal Society i
Akademii Nauk w Berlinie. W 1769 r. przyjął profesurę na Uniwersytecie w Pawii, gdzie pozostał przez resztę życia, ciesząc się popularnością wśród kadry i studentów. Korzystał również z okazji do podróży, prowadzenia badań i spotkań z innymi naukowcami. Pod koniec życia prowadził badania, w których usiłował udowodnić, że przemiana tlenu w dwutlenek węgla zachodzi w tkankach, a nie w płucach, jak chciał tego Antoine-Laurent Lavoisier.
Zmarł 11 lutego 1799 r. w Pawii.